# Dorsz

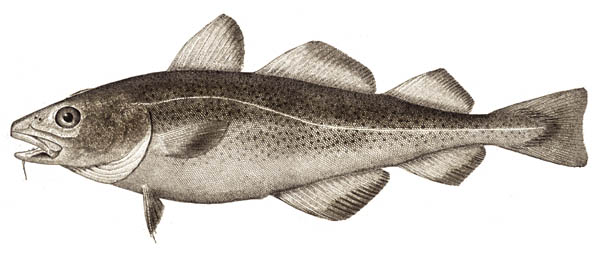
Dorsz atlantycki (Gadus morhua)

Dorsz (wątłusz) – nazwa zwyczajowa dorsza atlantyckiego (Gadus morhua) i jego podgatunków: nominatywnego G. m. morhua, żyjącego w Bałtyku dorsza bałtyckiego (G. m. callarias), nazywanego również pomuchlą, oraz dorsza kildyńskiego (G. m. kildinensis).
Nazwa dorsz używana jest dla kilku gatunków spokrewnionych z dorszem atlantyckim:
- ogaka (Gadus ogac) zwanego dorszem grenlandzkim[2] oraz jego białomorskiego podgatunku G. o. marisalbi) – dorsza białomorskiego[2],
- dorsza pacyficznego[2] (Gadus macrocephalus),
- dorsza wschodniosyberyjskiego[3] (Arctogadus borisovi),
- dorsza arktycznego[3] (Arctogadus glacialis)

lub ogólnie dla ryb dorszowatych (Gadidae).